# Kreatinethylester
Kreatinethylester, také známý jako kreatinester, cre-ester nebo CEE, je látka prodávaná jako podpora pro sportovní výkonnost a pro vývoj svalů v kulturistice. Je to ethylester (derivát) kreatinu, z něhož je vyroben. V těle je přeměněn zpět na kreatin. Ethylester je podle některých výzkumů tělem lépe absorbován a má delší účinnost než běžný kreatin monohydrát, protože je o něco více lipofilní.[zdroj?] Nicméně toto tvrzení nebylo dosud přesvědčivě prokázáno nezávislým výzkumem[zdroj?] a studie z roku 2009 naznačuje, že přídavek ethanolu do kreatinu ve skutečnosti snižuje stabilitu kyselin a zrychluje jeho rozdělení na kreatinin.
Jako doplněk byla vyvinuta sloučenina, patentovaná a licencovaná přes UNeMed a je prodáván pod mnoha obchodními názvy.